# Hoplodoris
Genre
Hoplodoris est un genre de nudibranches de la famille des Discodorididae.

## Liste des espèces
Selon World Register of Marine Species (10 juillet 2021) :
- Hoplodoris balbon Donohoo & Gosliner, 2020
- Hoplodoris desmoparypha Bergh, 1880
- Hoplodoris rosans Donohoo & Gosliner, 2020

## Publication originale
- Bergh, L.S.R., 1880-1887. Nudibranchien. Nachträge und Ergänzungen. In: C. Semper (ed.). Reisen im Archipel der Philippinen. Malacologische Untersuchungen. Band 2, Theil 4. Supp. 1, pp. 1-78, pls A-F [1880] (BHL p.51 Hoplodoris).